# 许觉民
许觉民（1921年12月1日—2006年11月13日），笔名洁泯，男，江苏苏州人，中国文学评论家，中国社会科学院文学研究所原所长，研究员，中国作家协会名誉委员。

## 家庭
妻子张木兰。哥哥许金元，姐姐许宪民，外甥女林昭、彭令范，外甥彭恩华。